# Santa Rosa do Ermírio
Santa Rosa do Ermírio (ou simplesmente Santa Rosa) é uma comunidade do município de Poço Redondo no Estado de Sergipe fundada em 3 de março de 1959. Localiza-se a uma latitude 10°05'15.7" sul e a uma longitude 37°36'35.3" oeste, estando a uma altitude de 300 metros. Está a uma distância de cerca de 40 km da sede do município e faz divisa com o estado da Bahia, no município de Pedro Alexandre. Possui uma população estimada de 12.000 habitantes e aproximadamente 5.000 eleitores, sendo o maior povoado do estado de Sergipe.

## História da comunidade
A localidade onde Santa Rosa do Ermírio está fundada integra a região sertaneja denominada Areias do Morgado, localidade que possui um grande conjunto de pequenas fazendas da agricultura familiar para produção do setor primário. As terras arenosas, porém férteis e boas para a criação de lavouras, chamaram a atenção de um senhor de nome Ermírio Torres Machado e sua esposa Clotilde Simões da Silva, ambos oriundos de Águas Belas (Pernambuco), que chegaram na região por volta de outubro de 1942 e em 1945 adquiriram uma propriedade à qual deram-lhe o nome de Fazenda Santa Rosa, por serem devotos desta santa.
De acordo com relatos de Marcos Alves Machado, ao chegar nesta área das Areias do Morgado, o Senhor Ermírio observou que as pessoas ali afixadas sobreviviam da coleta do caroá, da caça de animais silvestres, coleta de mel de abelha e pequenas plantações como milho, feijão e mandioca. Verificando a promissora produção de outros itens do setor primário, o agricultor começou à expandir o cultivo de outros produtos agropecuários na fazenda. A fazenda da Santa Rosa era um intermédio entre as terras baianas da Serra Negra (Pedro Alexandre) e outras localidades sergipanas, isto induziu Ermírio à aproveitar da localidade para comercializar carne de criações e outros produtos alimentícios.
Com o povoamento através de novas famílias que se estabeleceram na localidade, em 03 de março de 1959, aconteceu a primeira feira comercial para compra e venda de alimentos, produtos de limpeza e para serviços (como barbearia), estabelecendo ali a fundação do Povoado por definitivo para eventos de todos os fins.

### Cronologia local
- 1942 Ermírio Torres Machado e sua esposa Clotilde Simões da Silva chegaram em Areias do Morgado.
- 1945 O casal Machado adquiriram uma propriedade à qual deram-lhe o nome de Fazenda Santa Rosa.[4]
- 1959 Em 03 de março de 1959 ocorreu o primeiro evento público na localidade - uma feira comercial.
- 1964 Foi celebrada no ano de 1964 a primeira missa católica na localidade pelo Frei Angelino.
- 1980 Este ano é a data referencial para a instalada energia elétrica no Povoado. [6]
- 1988 Foi levado à Assembléia Legislativa do Estado de Sergipe um projeto de Emancipação Política do Povoado Santa Rosa.
- 1995 Em 11 de Setembro de 1995, um incêndio em um ônibus que levava feirantes resultou em 20 mortes.[7]
- 2012 É iniciada a pavimentação asfáltica da Rodovia SE-407 que dá acesso ao povoado Sítios Novos.[8]
- 2013 Inauguração da Rodovia SE-407 com o nome Rodovia Clotilde Simões da Silva em homenagem a esposa de Ermírio.[3]
- 2017 Pinho de Santa Rosa (ex-vereador) é assassinado a tiros em 21 de Março de 2017.[9]
- 2017 Foi erigida canonicamente a Paróquia de Santa Rosa de Lima aos dias 03 de Julho de 2017, por Vossa Excelência Reverendíssima Dom Mário Rino Sivieri (in memoriam).

## Busca pela Emancipação
A população fundamentalmente almeja emancipação política do povoado, com a consequente elevação do lugar à categoria de município. Tendo em vista a lei que regulamenta a criação de novos municípios (Art. 18 da Constituição Federal), os defensores da independência abordam que o povoado atende todos os requisitos para aquisição de sua emancipação: consulta plebiscitária a toda a população do município desmembrado, estudos de viabilidade municipal e existência de lei estadual, além de um período próprio estabelecido em lei complementar Federal.
O Ato das Disposições Constitucionais Transitórias da Constituição do Estado de Sergipe já prevê, no seu art. 24, a criação do município. Diz a referida Constituição Estadual:
Art. 24. Fica assegurada a criação do Município de Santa Rosa do Ermírio, após o cumprimento do que determina o art. 4º do Ato das Disposições Constitucionais Transitórias, pelo desmembramento da área descrita no parágrafo único deste artigo, dando-se sua instalação após a eleição do Prefeito, do Vice-Prefeito e Vereadores, mas não antes de 1º de janeiro de 1991.
Parágrafo único. O Município de Santa Rosa do Ermírio fica desmembrado do Município de Poço Redondo, e passa a ter os seguintes limites: inicia no riacho Jacaré no limite com Canindé de São Francisco; riacho Jacaré até o riacho das Carnes na confluência do rio Jacaré; linha reta até o riacho Cururu no encontro com a rodovia SE-208; rodovia SE-208 até a estrada para Santa Rosa do Ermírio; estrada para Santa Rosa do Ermírio até antiga rodagem Nossa Senhora da Glória/Paulo Afonso; antiga rodagem Nossa Senhora da Glória/Paulo Afonso até o limite municipal com Porto da Folha; limite Município Porto da Folha, Monte Alegre de Sergipe, Estado da Bahia e Canindé de São Francisco até o pontoBacia inicial.

## Bacia Leiteira
Com uma área territorial equivalente a do município vizinho de Monte Alegre de Sergipe, a comunidade de Santa Rosa tem a maior bacia leiteira do estado de Sergipe, com cerca de 120 mil litros de leite produzidos diariamente. A economia de Santa Rosa do Ermírio é aquecida pelo mercado do leite, os produtores garantem que o leite é a principal fonte de renda de 90% das famílias, e a produção abastece grandes fábricas de laticínios, como a Natville, Sabe Alimentos e Betânia, além de inúmeras fabriquetas.

## Acidente de 1995
Em 11 de Setembro de 1995, um ônibus levava cerca de 40 aposentados, pensionistas e feirantes do povoado Santa Rosa do Ermírio para a sede do município de Poço Redondo (onde os mesmos receberiam benefícios) incendiou nas proximidades da rodovia SE-208 matando cerca de 20 pessoas. Evidências apontam que o ônibus estava transportando botijões de gás e recipientes com gasolina. O Jornal Folha de S.Paulo de 1995 cita o acidente:
| “ | Ocupantes do veículo afirmaram à Agência Folha que o ônibus fazia trajeto em sentido contrário. Os mortos, conforme as primeiras informações da polícia, ficaram quase todos carbonizados. Até as 22h30, 13 feridos haviam sido internados em hospitais de Aracaju e Nossa Senhora da Glória (58 km de Poço Redondo e 124 km de Aracaju). A maioria apresentava queimaduras de primeiro, segundo e terceiro graus. Uma das testemunhas do acidente (...), disse que o ônibus costumava transportar botijões de gás e gasolina que o motorista (...), vendia em povoados. Ela disse que muitos dos passageiros eram trabalhadores rurais aposentados e que, ao tentarem fugir do ônibus, saíam com os corpos em chamas". E completa:"Assim que ocorreu o acidente, policiais militares de municípios vizinhos foram para o local. Eles estavam fornecendo informações para os parentes das vítimas e não sabiam se o motorista do ônibus estava vivo. Segundo o trabalhador rural (...) que viajava no ônibus, o motorista conseguiu sair do ônibus, mas tinha queimaduras pelo corpo. O veículo estava parado no momento do acidente (...). A Secretaria da Segurança Pública do Estado informou que policiais haviam isolado a área do acidente no início da noite. | ” |